# All Hope Is Gone (singolo)
All Hope Is Gone è un singolo del gruppo musicale statunitense Slipknot, pubblicato il 20 giugno 2008 come primo estratto dall'album omonimo.

## Descrizione
Traccia conclusiva dell'album, All Hope Is Gone rappresenta la vera collaborazione all'interno del gruppo, nonché una delle ultime composte per l'album. Al riguardo, il batterista Joey Jordison ha affermato:

## Pubblicazione
Un'anteprima del brano è stata resa disponibile per l'ascolto a partire dal 12 giugno 2008, data in cui è stata rivelata la copertina del singolo. Sei giorni più tardi, il gruppo ha rivelato che il singolo sarebbe stato reso disponibile limitatamente per il download gratuito il 20 dello stesso mese, per poi essere stato pubblicato sull'iTunes Store tre giorni più tardi.
All Hope Is Gone è stato successivamente inserito come b-side del successivo singolo Psychosocial.

## Tracce
1. All Hope Is Gone – 4:44

## Formazione
- (#0) Sid Wilson – giradischi
- (#1) Joey Jordison – batteria, percussioni
- (#2) Paul Gray – basso
- (#3) Chris Fehn – percussioni, cori
- (#4) Jim Root – chitarra
- (#5) Craig Jones – tastiera, campionatore
- (#6) Shawn Crahan – percussioni, cori
- (#7) Mick Thomson – chitarra
- (#8) Corey Taylor – voce

## Classifiche
| Classifica (2008) | Posizione massima |
| ----------------- | ----------------- |
| Regno Unito       | 98                |
| Svezia            | 42                |